# Yhden Enkelin Unelma
Yhden Enkelin Unelma (в превод от фински: „Мечтата на един ангел“) е името на първия самостоятелен проект на Таря Турунен. Сингълът излиза малко преди Коледа на 2004 г., когато Турунен все още е вокалистка на Nightwish. Дискът има две версии – обикновена и акустична. Съдържа две финландски коледни песни: „En etsi valtaa, loistoa“ (на Ян Сибелиус) и „Kun joulu on“ (на Ото Котилайнен). През декември 2005 г. влиза в топ 10 на официалните класации във Финландия. През март 2005 Сингълът получава Златен статус, а през август 2006-Платинен статус на продажби!!!